# Michael Hordern
Sir Michael Hordern CBE (Berkhamsted, Hertfordshire, Anglaterra, 4 d'octubre de 1911 − Oxford, Oxfordshire, Anglaterra, 2 de maig de 1995) va ser un actor anglès nomenat cavaller el 1983 pels seus serveis al teatre.

## Biografia
El seu nom complet era Michael Murray Hordern; va néixer a Berkhamsted, Anglaterra, i estudià en el Brighton College, igual que el seu germà Peter. Va actuar a l'escola, i posteriorment com a aficionat amb el St. Pancras People's Theatre. Abans de dedicar-se a l'actuació, va treballar com a professor i com a viatjant de comerç. El 1937, va fer el seu debut teatral en el People's Palace, a l'est de Londres, fent un petit paper en Otel·lo, i al final d'aquest any es va sumar a la companyia de repertori del Little Theatre de Bristol. Aquí va conèixer la seva futura esposa, l'actriu Grace Eveline Mortimer, amb la qual es va casar el 1943. El matrimoni va durar fins a la defunció de Mortimer a Londres, el 1986. Van tenir una filla, Joanna.
El seu treball teatral per a la Royal Shakespeare Company a Stratford-upon-Avon i a Londres, en l'Old Vic i en el West End, va demostrar la seva àmplia gamma de registres i la seva personal veu. A més de molts papers en obres de William Shakespeare (Jaques en Al vostre gust, Casio en Juli Cèsar, Poloni en Hamlet, Malvolio en Nit de reis), Hordern va treballar en obres d'August Strindberg, Anton Txékhov, Henrik Ibsen, Arthur Wing Pinero, Harold Pinter, Friedrich Dürrenmatt, Edward Albee, Alan Ayckbourn, David Mercer i Tom Stoppard.
Potser la seva més assolida interpretació teatral va ser la d'El Rei Lear, obra dirigida per Jonathan Miller en el Nottingham Playhouse el 1970. Va fer el paper per a Miller en altres dues ocasions, el 1975 i en la sèrie de la BBC Television Shakespeare el 1982, sens dubte un dels millors moments d'aquesta sèrie. El 1978, va tornar a Stratford per interpretar Pròsper en La tempesta. Aquesta obra també es va versionar en la BBC Shakespeare el 1980.
Hordem va fer més de 160 actuacions per al cinema, normalment en papers de caràcter, incloent-hi Passport to Pimlico (1949), Scrooge (1951, com a Jacob Marley; va ser Ebenezer Scrooge en una adaptació televisiva de 1977, The Heart of the Matter (1953), Grand National Night (1953), The Spanish Gardener (1956), Sink the Bismarck! (1960), El Cid (1961), Cleòpatra (1963), The V.I.P.s (1963), The Spy Who Came in from the Cold (L'espia que va sorgir del fred) (1965), Khartoum (1966), Golfus de Roma (1966), The Taming of the Shrew (La dona indomable) (1967), El desafiament de les àguiles (1969), Anna dels mil dies (1969), England Made Me (1972), Alice's Adventures in Wonderland (1972), Juggernaut (1974), The Slipper and the Rose (1976), Shogun (1980), Gandhi (1982).
En la ràdio, va ser Gàndalf en l'adaptació per a la BBC de l'obra de J. R. R. Tolkien El Senyor dels Anells (1981); Merlí, en una adaptació de la novel·la de T. H. White The Sword in the Stone (1982); i el famós Jeeves de P. G. Wodehouse en diverses sèries dels anys setanta.
El compendi de les lectures de sir Michael Hordern realitzades el 1991 sobre l'obra de C. S. Lewis Les cròniques de Nàrnia, continuen sent un clàssic de la seva interpretació.
En televisió va interpretar Tartuf, o l'impostor per a la BBC el 1971, i el professor Marvin en The History Man, el 1980. També va actuar en diversos serials dramàtics, i la seva última interpretació fou en TV, la de Middlemarch (1994).
Michael Hordern va morir a Oxford, Anglaterra, el 1995, a causa d'una nefropatia. Poc abans de la seva defunció, el Brighton College va donar el seu nom a una sala en la qual es troba una figura seva en bronze, de la qual té una còpia la National Portrait Gallery de Londres.

## Filmografia
Filmografia:
- The Years Between (1946)
- School for Secrets (1946)
- A Girl in a Million (1948)
- Night Beat (1947)
- The Small Voice (1947)
- Third Time Lucky (1948)
- Portrait from Life (1948)
- Good-Time Girl (1948)
- Passport to Pimlico (1949)
- Train of Events (1949)
- The Magic Box (1951)
- Scrooge (1951)
- Tom Brown's Schooldays (1951)
- The Card (1952)
- Forbidden Càrrec (1954)
- Storm Over the Nile (1955)
- The Dark Avenger (1955)
- The Constant Husband (1955)
- The Night My Number Came Up (1955)
- Alexandre el Gran (Alexander the Great) (1956)
- The Man Who Never Was (1956)
- Pacific Destiny (1956)
- Sink the Bismark (1960)
- Hotel International (The V.I.P.s) (1963)
- The Spy Who Came in from the Cold (1965)
- Golfus de Roma (A Funny Thing Happened on the Way to the Forum) (1966)
- L'ombra d'un gegant (Cast a Giant Shadow) (1966)
- Khartoum (1966)
- L'amansiment de la fúria (The Taming of the Shrew) (1967)
- Com vaig guanyar la guerra (How I Won the War) (1967)
- El desafiament de les àguiles (Where Eagles Dare) (1969)
- Anna dels mil dies (Anne of the Thousand Days) (1969)
- Apartament d'una sola habitació (The Bed-Sitting Room) (1969)
- Up Pompeii (1971)
- Conte de Nadal (A Christmas Carol) (1971)
- L'home de Mackintosh (The Mackintosh Man) (1973)
- Teatre de sang (Theatre of Blood) (1973)
- Lucky Lady (1975)
- La sabatilla i la rosa (The Slipper and the Rose) (1976)
- Gandhi (1982)
- El jove Sherlock Holmes (Young Sherlock Holmes) (1985)
- Freddie, agent 07 (Freddie as F.R.O.7) (1992)

## Premis i nominacions
Nominacions
- 1977: BAFTA al millor actor secundari per La sabatilla i la rosa